# Турлов, Тимур Русланович
Тиму́р Русла́нович Турло́в (род. 13 ноября 1987, Москва) — российский и казахстанский предприниматель и финансист, филантроп, основной владелец компании Freedom Holding Corp.

## Биография

### Образование
Окончил школу в 2003 году.
В 2009 году получил высшее образование по специальности «экономист-менеджер» на факультете экономики и управления Российского государственного технологического университета имени Циолковского (МАТИ).
Имеет квалификационный аттестат ФСФР.

### Личная жизнь
В 2010-х переехал с семьёй в Казахстан, живёт в Алма-Ате. В 2022 году получил гражданство Казахстана, отказавшись от российского паспорта и паспорта карибского государства Сент-Китс и Невис.
Женат. Отец шестерых детей. 

## Карьера
Будучи старшеклассником, разрабатывал инвестиционные стратегии и формировал портфели ценных бумаг с разными профилями доходности/риска. В 2003 году занял должность трейдера в московском филиале американской инвестиционной компании World Capital Investments (WCI).
В 2005 году устроился в «Ютрейд.ру» — дочернюю компанию Юниаструм-банка, занимавшуюся операциями на американском фондовом рынке. В компании Турлов выстроил инфраструктуру доступа к торгам на биржах США.

### Фридом Финанс
В 2008 году основал инвестиционную компанию «Фридом Финанс». С августа 2011 по 2021 год являлся её гендиректором. В 2018 году компания получила награду «Финансовая элита России» как самый быстрорастущий брокер. На начало 2022 года компания была на 8 месте среди крупнейших брокерских компаний на Московской бирже по числу зарегистрированных клиентов.
Турлов развивал бизнес и привлекал клиентов, предоставляя им доступ к инфраструктуре американского фондового рынка, в частности — к IPO.
В 2012 году Турлов открыл в Казахстане дочернюю брокерскую компанию АО «Фридом Финанс», которая на 2024 год является самым активным участником Казахстанской фондовой биржи.
В 2015 году компании ИК «Фридом Финанс», АО «Фридом Финанс», Freedom24 и банк «Фридом Финанс» начали работать под единым брендом и вошли в состав Freedom Holding Corp. Турлов стал основным акционером холдинга с пакетом акций около 73%.
В октябре 2019 года вывел Freedom Holding Corp. на NASDAQ под тикером FRHC. Компания стала первой финансовой организацией из СНГ, получившей листинг на этой бирже.
В 2022 году в интервью агентству Reuters Турлов сообщил, что холдинг уйдёт с российского рынка. В октябре этого же года Freedom Holding Corp. полностью вышел из российского бизнеса.
По состоянию на 2024 год компания Тимура Турлова — это международный холдинг с представительствами в 22 странах и финансово-банковской экосистемой в Казахстане. Капитализация холдинга составляет около $6 млрд.

## Состояние
В 2021 году Турлов впервые стал участником глобального списка Forbes, заняв 1517-е место с состоянием $2,1 млрд. В 2022 году Турлов вошёл в казахстанскую часть списка, его состояние было оценено в $2,2 млрд, он занял 7-е место.

## Прочее
В феврале 2018 вошёл в состав Комитета по фондовому рынку Московской биржи, в июне 2019 года – в Совет директоров Национальной ассоциации участников фондового рынка (НАУФОР).
Являлся колумнистом российской и американской версий Forbes.
В декабре 2022 года был включён в санкционный список Украины — компания назвала решение «механической ошибкой» и планировала его оспаривать.
В январе 2023 года возглавил Казахстанскую федерацию шахмат.
С 2023 года является одним из инициаторов запуска в Казахстане проекта  юношеской лиги по футболу QJ League и председателем попечительского совета лиги.
В конце 2023 года по инициативе Турлова заработал информационный ресурс Qalam, «новый мультимедийный проект, посвященный истории и культуре мира, как они видятся из Казахстана и Центральной Азии». Турлов был автором идеи и сам собрал команду для ее реализации.
В 2023 году Турлов и Freedom Holding потратили на благотворительность 30 миллиардов тенге (66 миллионов долларов).
В мае 2024 года Тимур Турлов стал председателем Консультативного комитета Глобального договора ООН в Центральной Азии.
В августе 2024 одна из ведущих медиаплатформ Азии Tatler Asia (Гонконг) объявила о лицензионном партнерстве с Тимуром Турловым, в рамках которого будут издаваться журналы Tatler Kazakhstan, Tatler Türkiye, Tatler Azerbaijan и Tatler Uzbekistan.